# Amata pictata
Amata pictata är en fjärilsart som beskrevs av Adalbert Seitz. Amata pictata ingår i släktet Amata och familjen björnspinnare. Inga underarter finns listade i Catalogue of Life.